# Opération Southern Focus

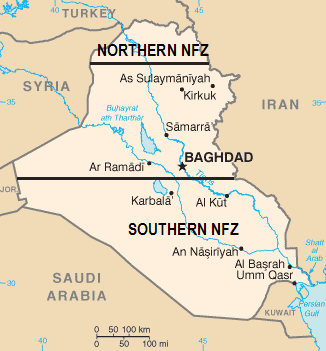
Les zones d’exclusion aérienne en Irak.

L'opération Southern Focus était une opération militaire de bombardements aériens en Irak dans les mois précédant la guerre d'Irak.

## L'opération
L'opération visait à perturber le système de commandement et de contrôle militaire irakien. Elle comprenait des frappes aériennes sur les stations de répéteurs du réseau de câbles en fibres optiques utilisé pour les communications militaires irakiennes, ainsi que sur des centres de commandement, des radars et d'autres installations militaires importantes. Le centre de commandement de défense aérienne sur la base aérienne H-3 fut également frappé le 5 septembre 2002 par une douzaine d'avions américains et britanniques pour permettre aux aéronefs et aux forces spéciales de la coalition d'opérer librement dans l'ouest de l'Irak dès le déclenchement de l'invasion.
Ces frappes, menées de juin 2002 jusqu'au début de l'invasion de l'Irak en mars 2003, étaient justifiées publiquement comme des ripostes à des violations d'une zone d'exclusion aérienne que les États-Unis et le Royaume-Uni avaient imposée au-dessus du sud de l'Irak (opération Southern Watch). Mais le lieutenant général T. Michael Moseley, commandant des opérations aériennes de la guerre, a reconnu par la suite que les attaques pavaient la voie à l'invasion de l'Irak. Ces bombardements déclenchèrent un cercle vicieux qui fonctionnait tout à l'avantage des Américains : alors qu'ils bombardaient plus fréquemment, les défenses antiaériennes irakiennes ouvraient plus souvent le feu sur leurs appareils, ce qui leur fournissait une raison de mener plus de bombardements.

### Combat aérien entre un drone Predator et un MiG-25
Des drones MQ-1 Predator étaient utilisés pour le renseignement et la désignation de cibles au laser. Après qu'ils eurent été menacés par des avions de chasse irakiens, un Predator fut équipé de missiles air-air Stinger dans l'espoir de surprendre et d'abattre un chasseur irakien. Le 23 décembre 2002, le Predator engagea ainsi le premier combat aérien entre un drone et un avion de chasse face à un MiG-25. Les deux appareils tirèrent leurs missiles sur l'autre, et le MiG-25 abattit le drone,.

### Bilan de l'opération
Au total, les forces de la coalition larguèrent 606 bombes sur 391 cibles dans le cadre de cette opération, au cours de laquelle les Irakiens ouvrirent le feu à 651 reprises sur des aéronefs alliés.
En réponse à deux questions parlementaires, le ministère de la Défense britannique a publié le nombre de ripostes faites par des avions de la coalition en état d'autodéfense dans la zone d'exclusion aérienne sud, et le tonnage d'armement largué :
| Mois         | Nombre de ripostes | Tonnage d'armement (t) |
| ------------ | ------------------ | ---------------------- |
| Mars 2002    | 0                  | 0                      |
| Avril        | 1                  | 0,3                    |
| Mai          | 5                  | 7,3                    |
| Juin         | 3                  | 10,4                   |
| Juillet      | 5                  | 9,5                    |
| Août         | 8                  | 14,1                   |
| Septembre    | 10                 | 54,6                   |
| Octobre      | 6                  | 17,7                   |
| Novembre     | 10                 | 33,6                   |
| Décembre     | 13                 | 53,2                   |
| Janvier 2003 | 12                 | 23,9                   |

### Pays participants
- Royaume-Uni
- États-Unis